# Гуз Марк Дмитрович
Марк Дмитрович Гуз (1919 - 1990) - старший сержант Робітничо-селянської Червоної Армії, учасник Другої світової війни, Герой Радянського Союзу (1943).

## Біографія
Марк Гуз народився 10 жовтня 1919 року в селі Куликівка (нині – селище у Чернігівській області України) у селянській родині. У 1937 році закінчив Ніжинський ветеринарний технікум, після чого працював ветеринаром у колгоспі. У 1939 році Гуз був призваний на службу до Робітничо-селянської Червоної Армії. З 1941 - на фронтах Великої Вітчизняної війни. Брав участь у боях на Західному, Степовому та 1-му Українському фронтах. До вересня 1943 року старший сержант Марк Гуз командував відділенням 496-ї окремої розвідроти 236-ї стрілецької дивізії 46-ї армії Степового фронту. Відзначився під час битви за Дніпро.
У ніч із 25 на 26 вересня 1943 року Гуз у складі групи з 19 розвідників форсував Дніпро у районі села Сошинівка Верхньодніпровського району Дніпропетровської області Української РСР та захопив плацдарм на західному березі. Під час боїв на плацдармі група знищила велику кількість ворожих солдатів та офіцерів. Гуз отримав тяжке поранення, втратив багато крові, але поля бою не залишив, продовжуючи боротися.
Указом Президії Верховної Ради СРСР від 1 листопада 1943 року за «мужність і героїзм, виявлені при форсуванні Дніпра та утриманні плацдарму на його правому березі» старший сержант Марк Гуз був удостоєний високого звання Героя Радянського Союзу з врученням ордена Леніна номером 4086.
Після закінчення війни Гуз був демобілізований. Повернувся до Чернігівської області, де працював головою колгоспу, потім на інкубаторній станції. Жив у селищі Куликівка. Помер 5 червня 1990 року, похований у Куликівці.
Був також нагороджений орденом Вітчизняної війни 1-го ступеня та рядом медалей.